# Michael Kohlhaas (novela)

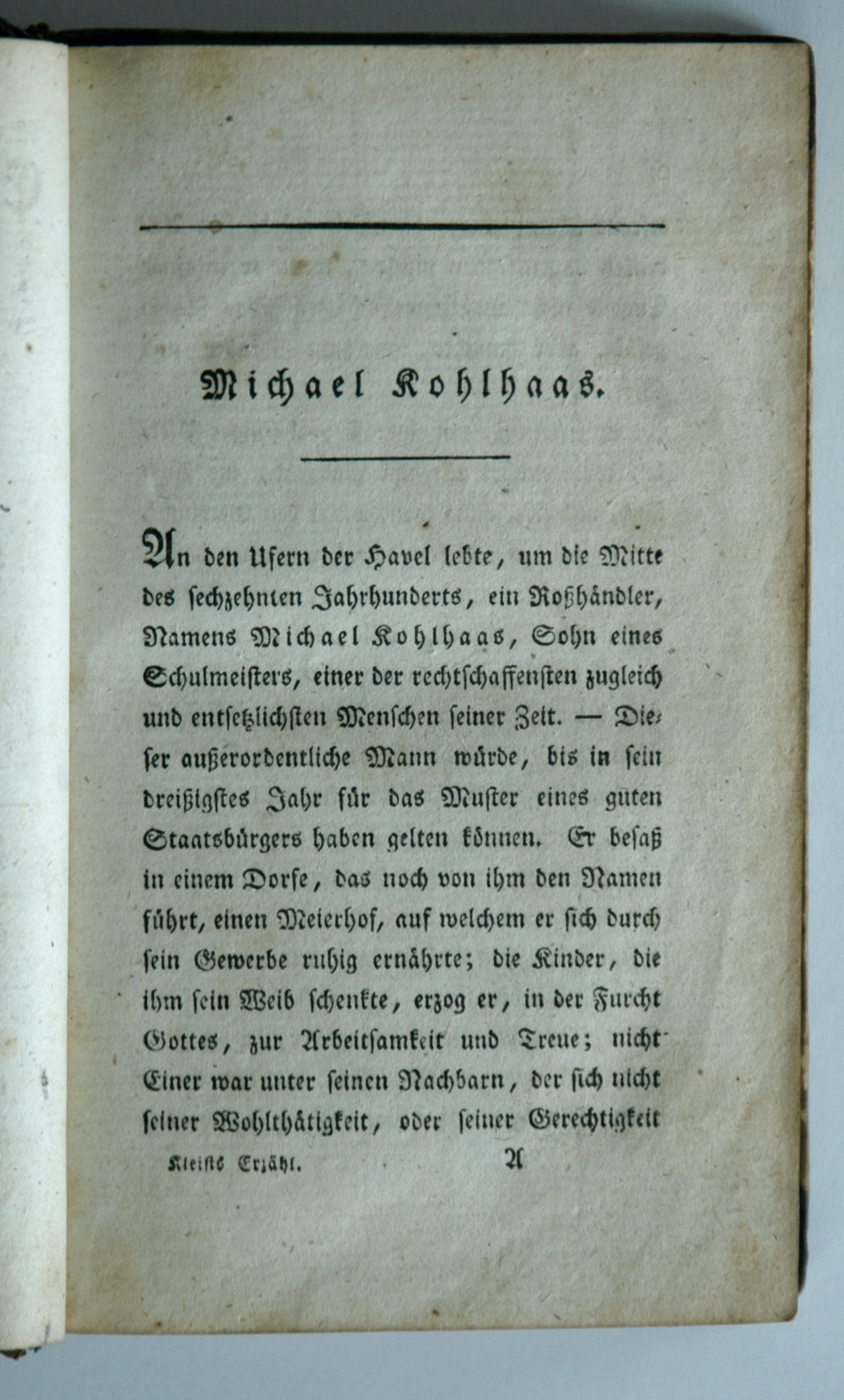
Comienzo de la historia en el volumen de novelas cortas de 1810

Michael Kohlhaas es una novela corta de Heinrich von Kleist. Un primer fragmento apareció en el número de junio de 1808 de la revista literaria Phöbus de Kleist. Fue publicado íntegramente en 1810 en el primer volumen de los Cuentos de Kleist.
La historia se desarrolla a mediados del siglo XVI y trata sobre el comerciante de caballos Michael Kohlhaas, que recurre a la justicia contra una injusticia que se le ha cometido y actúa según el lema: Fiat iustitia et pereat mundus (hágase justicia, aunque el mundo perezca".  Por eso Ernst Bloch llamó a Michael Kohlhaas el “Don Quijote de la rigurosa moral burguesa”. 
El modelo histórico de la figura fue Hans Kohlhase.

## Antecedentes políticos

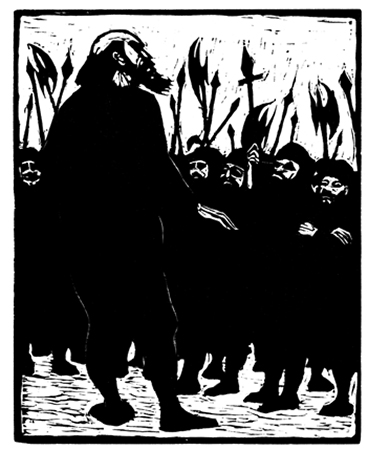
קולהאס משחרר את כנופיתו (“Él disuelve su ejército”), grabado en madera de Jacob Pins para la edición en hebreo de 1953.

Alrededor de 1800, tanto los fracasos de la política exterior (derrota en la guerra contra Napoleón) como la confusa situación política interna (diferente comportamiento de los príncipes alemanes hacia Napoleón) causaron descontento en Prusia. Kleist estaba resueltamente en contra de Francia y su postura estaba determinada por la reforma. “Kohlhaas vive en las décadas de principios del siglo XVI, cuando el Estado absolutista comenzó a establecerse, pero al mismo tiempo el pensamiento constitucional de la Edad Media aún no había perdido su influencia. En el Estado absolutista ya no hay lugar para la autoayuda. Esto la distingue de la constitución social medieval. El Sachsenspiegel medieval expresaba no sólo el derecho sino también el deber del individuo de rechazar las acciones ilegales de las autoridades. Visto desde aquí, se puede decir que en el Kohlhaas de Kleist las ideas jurídicas medievales y las primeras absolutistas están en conflicto entre sí."  Expresó sus exigencias legales y políticas en su Kohlhaas sin hacerse sospechoso de agitación política.

### El Kohlhaas histórico
Heinrich von Kleist procesó la historia de Hans Kohlhase en su novela corta. Kohlhase vivió en el siglo XVI como comerciante en Cölln, en el Spree, en Brandeburgo. El 1 de octubre de 1532 realizó un viaje a la Feria de Leipzig. Sin embargo, en el camino, a instancias del junker Günther von Zaschwitz (también: Zaschnitz), le confiscaron dos de sus caballos porque los había robado. Kohlhase intentó emprender acciones legales contra ello. La transacción tuvo lugar el 13 de mayo de 1533 en el castillo de Düben, pero no condujo a una resolución pacífica del conflicto. Una de las razones fue, en primer lugar, que el caballero de Zaschwitz había fallecido y sus herederos se negaron a pagar una indemnización adecuada. Por esta razón, Kohlhase declaró la las faidas en 1534 y, según se informa, quemó casas en Wittenberg. Cometió más crímenes. Finalmente fue capturado y ejecutado públicamente en Berlín el 22 de marzo de 1540.  Heinrich von Kleist no fue veraz en su descripción de los acontecimientos porque no tenía acceso a los expedientes de la investigación de 1539.

## Argumento

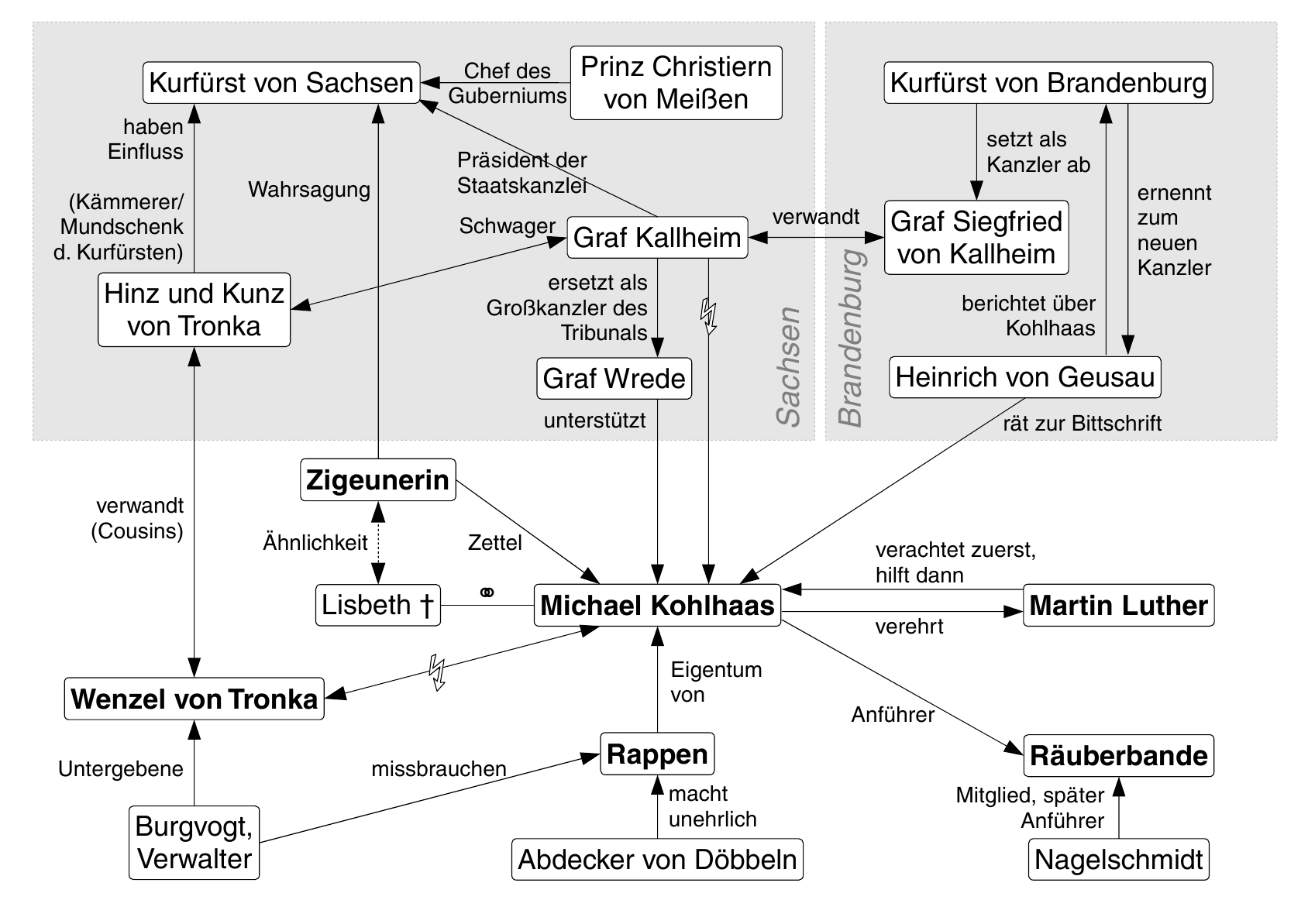
Constelación de personas de Michael Kohlhaas

El respetado comerciante de caballos Michael Kohlhaas, que vive en Brandeburgo, viaja a Sajonia con caballos destinados a la venta. En el camino, sin embargo, lo detienen en el castillo del junker Wenzel von Tronka con una exigencia arbitraria de un pase. Después de que Kohlhaas descubriera en Dresde que no existía tal pase, a su regreso descubrió que los dos caballos que había dejado como garantía estaban escuálidos y, por tanto, sin valor, debido a su uso en duros trabajos de campo. Kohlhaas presentó una demanda contra esta injusticia ante el elector de Sajonia, pero fue desestimada ante la insistencia de la familia von Tronka. Los nuevos intentos de Kohlhaasen de hacerse oír terminan con la muerte de su esposa.
Decepcionado por no recibir justicia por medios legales, Kohlhaas inicia una campaña de venganza contra Wenzel von Tronka. Ataca Tronkenburg y mata a todos los residentes. Persigue al propio junker, que fue el único que pudo escapar, con un ejército cada vez mayor, primero hasta el monasterio de Erlabrunn y finalmente hasta Wittenberg, al que prende fuego varias veces. Tras un rumor, Kohlhaas acaba finalmente en Leipzig, a la que también prende fuego. Como resultado, se produce una conversación con Martín Lutero, quien anteriormente había condenado públicamente a Kohlhaas. Sin embargo, después de describirle su situación, Lutero solicita para Kohlhaas un salvoconducto a Dresde para poder llevar la demanda de regreso a los tribunales.
En Dresde, Kohlhaas inicialmente vive tranquilo y protegido por un salvoconducto. Mientras tanto, los restos dispersos de su ejército disuelto se han reunido y se mueven por el país, robando y saqueando. Su líder es Johann Nagelschmidt, que se hace pasar por gobernador y confidente de Kohlhaas. De hecho, Kohlhaas había querido ahorcarlo por diversas atrocidades. Sólo el despido del grupo debido a una amnistía salvó la vida de Nagelschmidt. Kohlhaas puede refutar la sospecha de colaboración con Nagelschmidt. Sin embargo, poco después Kohlhaas se da cuenta de que está bajo arresto domiciliario. Entonces le llega un mensajero de Nagelschmidt. Quiere liberarlo de Dresde y le ofrece el mando del grupo, que ahora se encuentra con problemas militares. Kohlhaas acepta esta oferta, pero sólo para poder escapar de Dresde y embarcarse “hacia Levante o las Indias Orientales”. Las autoridades interceptaron tanto el mensaje como la respuesta. En última instancia, esto proporciona el motivo de su arresto.
En aquel momento, el rey de Polonia, que estaba en desacuerdo con la Casa de Sajonia, pidió al elector de Brandeburgo que actuara conjuntamente contra ellos. Ahora el elector de Brandeburgo apoya la causa de Kohlhaas. Para protegerlo de más injusticias, le ofrece otro juicio justo. Esto lleva a que von Tronka sea condenado a pagar una indemnización por daños y perjuicios, pero al mismo tiempo Kohlhaas también es condenado a muerte por alteración del orden público.
Poco antes de la ejecución, el elector de Sajonia se entera de que Kohlhaas posee una profecía gitana. Este contiene el nombre del último elector de su casa, la fecha en la que perderá sus posesiones y el nombre con el que terminará su progenie. Todos los intentos de creer en esta profecía fracasan. En el patíbulo, Kohlhaas finalmente se traga el trozo de papel con la profecía, haciéndolo finalmente inaccesible al elector, que luego sufre un ataque de nervios.

### Diferentes opiniones legales
Michael Kohlhaas reflexiona sobre el constante conflicto entre diferentes opiniones jurídicas, particularmente las de la Edad Media y las de la Ilustración. El propio Kohlhaas parece acercarse en sus pensamientos y acciones a los de los filósofos de la Ilustración, por ejemplo John Locke. Su justicia vigilante podría, por tanto, interpretarse como una desviación del contrato social : después de que el Estado ha incumplido su deber de hacer justicia, Kohlhaas se la toma por su mano. Kohlhaas: “¡Maria […] es como llamo a la persona a la que se le niega la protección de la ley! […] y el que me lo niega, me echa entre los salvajes del páramo; él me da […] el garrote que me protege en mi mano”. 
Las transgresiones jurídicas de Kohlhaas también pueden justificarse por la filosofía de Locke, que escribe en Los derechos naturales del hombre: "Todos tienen, pues, derecho a castigar a quienes transgreden la ley en la medida necesaria para impedir una nueva violación". Por otra parte, las acciones de Kohlhaas no guardan relación alguna con la injusticia cometida contra él. Muchos pasantes y personas inocentes resultan perjudicadas, especialmente como resultado de sus homicidas quemas. Además de su sentido de la justicia, factores comom por ejemplo el orgullo herido o el deseo de venganza (por su esposa asesinada) juegan un papel importante.
También es contradictoria la exigencia legal de satisfacción de Kohlhaasen: un término que recuerda a la práctica (medieval) de duelos y enemistades. Sus “mandatos kohlhaasianos” también permiten llegar a esa conclusión. Sin embargo, las faidas ya habían sido abolidas en tiempos de Kohlhaas, pero gran parte de la nobleza, de la que provenía el propio von Kleist, lo ignoraba.
El inquebrantable deseo de justicia de Kohlhaas se expresa de varias maneras a lo largo de la historia: después de que el camino legal falla y Kohlhaas incluso pierde a su esposa en el proceso, ya no sabe cómo ayudarse a sí mismo más que a través del vigilantismo. En este proyecto, sin embargo, se vuelve completamente excesivo y su acto personal de venganza contra el junker se expande hasta convertirse en una sangrienta campaña contra todo y todos. Kohlhaas acepta la sentencia de muerte que más tarde se le impone como un castigo justo, lo que finalmente confirma que la justicia tiene para él el valor más alto.

## Recepción
Franz Kafka mencionó la novela en una carta  a Felice Bauer :
“No te escribí anoche porque ya era demasiado tarde sobre Michael Kohlhaas (¿lo conoces? Si no, ¡no lo leas! ¡Te lo leeré!), que tengo a excepción de una pequeña parte anteayer, la leí de una vez. Probablemente por décima vez. Esta es una historia que leí con verdadero temor de Dios, un asombro tras otro, si no fuera por el final más débil, a veces escrito de manera tosca, sería algo perfecto, eso perfecto que me gusta reivindicar no. existir. (Quiero decir, incluso cada obra literaria más elevada tiene una cola de humanidad que, si se quiere y se tiene ojo para ello, fácilmente comienza a tambalearse y perturbar la sublimidad y la semejanza divina del conjunto.)" 

## Adaptaciones cinematográficas
- 1967: Michael Kohlhaas. Director: Wolf Vollmar (serie de televisión de siete capítulos, papel principal Rolf Boysen) [7]
- 1969: Michael Kohlhaas – el rebelde. Director: Volker Schlöndorff . Papel principal: David Warner. [8]
- 1999: Sin piedad (Orig. The Jack Bull). Director: John Badham, basado en motivos de la novela. [9]
- 2012: Kohlhaas o La Proporcionalidad de los Medios. Director: Aron Lehmann [10]
- 2013: Michael Kohlhaas. Director: Arnaud des Pallières. Papel principal: Mads Mikkelsen. [11]

## Radio
- 1953: Michael Kohlhaas. Dirección: Ulrich Lauterbach, con Walter Richter (Kohlhaas), Heinz Schimmelpfennig (Herse, Kohlhaas’ Knecht), Annedore Huber (Lisbeth, Kohlhaas’ Frau), Friedrich Schoenfelder (Prinz Christian von Meißen), Konrad Georg (Junker Wenzel von Tronka)
- 1962: Michael Kohlhaas von Heinrich von Kleist. Norddeutscher Rundfunk, Regie: Kraft-Alexander, u. a. mit Walter Richter (Kohlhaas), Eva-Ingeborg Scholz (Lisbeth), Josef Dahmen (Herse), Robert Meyn (Wenzel), Richard Münch (Prinz Christian)
- 1974: «Michael Kohlhaas» von Heinrich von Kleist. Sender Freies Berlin. Hörspielbearbeitung: James Saunders, Regie: Rolf von Goth, mit Hans Dieter Zeidler (Michael Kohlhaas), Carla Hagen (Lisbeth Kohlhaas), Lothar Blumhagen (Kurfürst von Sachsen), Ernst Wilhelm Borchert (Martin Luther)
- 1976: Michael Kohlhaas von Heinrich von Kleist. DDR, Komposition: Reiner Bredemeyer, Regie: Hans-Dieter Meves, u. a. mit Horst Hiemer (Kohlhaas), Petra Kelling (Lisbeth), Klaus Manchen (Herse), Wilfried Ortmann (Luther), Jörg Gudzuhn (Junker von Tronka), Helmut Schellhardt (Burgvogt)

## Audio libro
- 1972: Grabación de Südwestfunk, lectura íntegra de Günther Sauer.
- 2001: The Hörverlag - novelas cortas, leídas por Rolf Boysen. Este número incluye también una lectura de Michael Kohlhaas.
- 2008: Edición audiolibro - Heinrich von Kleist: Michael Kohlhaas. Lectura completa. Editorial Klett.2008: Michael Kohlhaas de Heinrich von Kleist.
- 2017: Michael Kohlhaas de Heinrich von Kleist, audiolibros de Reclam - Leído por Hans Sigl.

## Adaptaciones literarias, adaptaciones y alusiones
- En 1828 apareció una adaptación de Gotthilf August von Maltitz como libro con el título Hans Kohlhas. [12]
- En 1958 se representó en Bad Düben una obra de teatro de Willy Winkler, Eines Menschen Recht (Un derecho humano) de 1951. [13]
- La tragedia El domingo de Ramos del tratante de caballos (Egy lócsiszár virágvasárnapja) del escritor húngaro András Sütő, publicada en 1975, utiliza la historia de Michael Kohlhaas para arrojar luz sobre las circunstancias del régimen de Ceaușescu con un ejemplo histórico. [14]
- La novela de J. M. Coetzee de 1983, Vida y época de Michael K, está influenciada por la obra de Kleist. [15]
- En 1978, Frieder Schuller, entonces dramaturgo del teatro alemán de Sibiu, Rumania, dramatizó la novela corta de Kleist bajo el título Muchos saludos de Michael Kohlhaas. Los primeros ensayos tuvieron lugar, pero luego Schuller recibió el pasaporte para salir del país y tuvo que abandonar Rumanía. La actuación, que trataba sobre la arbitrariedad, los pasaportes y los conflictos fronterizos, previsiblemente habría sido prohibida en la entonces Rumanía comunista. [16]
- En su novela Kohlhaas, publicada por primera vez en 1979, Elisabeth Plessen retomó la historia de Kleist y la reconstruyó parcialmente a partir de documentos históricos y expedientes judiciales. En particular, describe episodios de la infancia y juventud de Kohlhaas. La novela fue recibida positivamente por la crítica y fue un éxito de ventas. [17]
- En la novela Ragtime de Edgar Lawrence Doctorow, el hilo narrativo sobre la vida del músico negro Coalhouse Walker se basa claramente en Michael Kohlhaas, al que también alude el nombre. [18]En 1981 el libro fue llevado al cine por Miloš Forman. [19]
- Christoph Hein relató el tema con la RDA en The Newer (Happier) Kohlhaas. Informe sobre un negocio jurídico de los años 1972/73. [20]
- La frase inicial de la novela El perfume de 1985 del escritor alemán Patrick Süskind es un homenaje a la frase inicial de Michael Kohlhaas. [21]
- La obra teatral Kohlhaas (1990) del dramaturgo y actor italiano Marco Baliani es una adaptación directa del libro de Kleist. En 2017 la obra italiana ha sido traducida al español por Beatriz Castellary e interpretada por Riccardo Rigamonti. [22]
- En la novela de Pascal Mercier El afinador de pianos (1998), la historia de Michael Kohlhaas juega un papel crucial. Allí no sólo es uno de los personajes principales y fuente de inspiración de una ópera, sino que el tema del vigilantismo y las diferentes concepciones de la justicia son el leitmotiv de toda la novela.
- La obra de 1999 Közellenség (Enemigo público) del escritor húngaro István Tasnádi cuenta la historia de Kohlhaas desde el punto de vista de los dos caballos negros. [23]
- Otra adaptación literaria es la novela histórica de Corinna Bethke Bis vor den Richterstuhl Gottes: Die Fehde des Hans Kohlhase  (Hasta el tribunal de Dios: la disputa de Hans Kohlhase) (Halle 2007). [24]
- En 2015 se estrenó en el Teatro Maxim Gorki de Berlín la adaptación de Yael Ronen Das Kohlhaas-Prinzip (El principio Kohlhaas). [25]
- En la novela Qualityland de Marc-Uwe Kling, publicada en 2017, la protesta del protagonista Peter Arbeitloser se compara varias veces con las acciones de Kohlhaas. [26]

## Literatura
- Wilhelm Amann: Heinrich von Kleist, Michael Kohlhaas. Ediciones de texto de Oldenbourg: texto, comentarios y materiales. Oldenburg, Múnich 2009, ISBN 978-3-637-00794-9.
- Wolfgang Barthel: “Michael Kohlhaas” de Heinrich von Kleist (1808-1810). Devenir y efecto. Archivo Kleist Sembdner, Heilbronn 1993, ISBN 3-931060-07-1.
- Tilman von Brand, Jörg Scherz: Heinrich von Kleist, Michael Kohlhaas. Literatura sobre material didáctico de Oldenburg: copiar plantillas y módulos para secuencias didácticas. Oldenburg, Múnich 2008, ISBN 978-3-637-00796-3.
- Tilman von Brand: Heinrich von Kleist, Michael Kohlhaas. Navegador de textos de Oldenbourg para estudiantes: resumen, análisis del texto y preparación para el Abitur. Oldenburg, Múnich 2008, ISBN 978-3-637-00795-6.
- Tilman von Marca: Heinrich von Kleist: Michael Kohlhaas. Interpretaciones de Oldenburgo. Oldenburg, Múnich 2007, ISBN 978-3-637-00387-3.
- Carl August Hugo Burkhardt : El histórico Hans Kohlhase y Michael Kohlhaas de Heinrich von Kleist. Leipzig 1864 (copia digital).
- Klaus-Michael Bogdal: Heinrich von Kleist: Michael Kohlhaas. Fink, Múnich 1981, ISBN 3-7705-1943-4.
- Helga Gallas : solicitud de texto de Michael Kohlhaas. El lenguaje del inconsciente y el significado de la literatura. Rowohlt, Reinbek cerca de Hamburgo 1981, ISBN 3-499-25162-0.
- Bernhard Greiner: Los dramas y las historias de Kleist: experimentos sobre la 'caída' del arte. UTB / Francke, Stuttgart / Tubinga / Basilea 2000, ISBN 3-8252-2129-6 (UTB) / ISBN 3-7720-2276-6 (Francke).
- Bernd Hamacher: Explicaciones y documentos: Heinrich von Kleist. Michael Kohlhaas. Reclam, Stuttgart 2003, ISBN 3-15-016026-X.
- Dirk Jürgens: Análisis textual e interpretación de Heinrich von Kleist: Michael Kohlhaas (= Explicaciones y materiales de König, vol.421). C Bange Verlag, Hollfeld 2012, ISBN 978-3-8044-1963-6.
- Wolf Kittler: El nacimiento del partisano desde el espíritu de la poesía: Heinrich von Kleist y la estrategia de las guerras de liberación. Exp. Nueva edición. Archivo Kleist Sembdner, Heilbronn 2011, ISBN 978-3-940494-42-9.
- Manfred Mitter: Heinrich von Kleist: Michael Kohlhaas. Impulsos de interpretación. Merkur, Rinteln 2007, folleto de texto: ISBN 978-3-8120-0852-5, CD-ROM: ISBN 978-3-8120-2852-3.
- Theodor Pelster: clave de lectura. Heinrich von Kleist: “Michael Kohlhaas”. Reclam, Stuttgart 2010, ISBN 978-3-15-015334-5.
- Andrea Rinnert: Michael Kohlhaas. Ayuda de interpretación. Alemán. Rígido, Hallbergmoos 2006, ISBN 978-3-89449-500-8.
- Ditmar Skrotzki: ¿La historia de Kleist sobre Kohlhaas es realmente la historia del rebelde Kohlhaas? O: ¿Cómo se puede detener al diablo que cabalga por Sajonia sobre dos caballos negros? Archivo Kleist Sembdner, Heilbronn 1993, ISBN 3-931060-08-X.
- Stefanie Tieste: Heinrich von Kleist. Sus obras (= Materiales de Heilbronn Kleist para escuelas y clases, volumen 2ª ed. Günther Emig). Archivo Kleist Sembdner, Heilbronn 2009, ISBN 978-3-940494-15-3.
- Andreas Voßkuhle, Johannes Gerberding: Michael Kohlhaas y la lucha por la ley. En: JuristenZeitung. 2012, páginas 917 y siguientes.